# Лють (фільм, 2021)
«Лють» — польська драма 2021 року режисера Кіпріана Т. Оленцького.
Фільм вийшов у прокат 22 жовтня 2021 року.

## Сюжет
Поліціантка робить своєму колишньому хлопцю пропозицію, від якої неможливо відмовитися: або він проникає в банду й стає інформатором, або його брат іде за ґрати.

## Актори та ролі
| Актор                | Роль            |
| -------------------- | --------------- |
| Матеуш Банасюк       | Давид           |
| Вероніка Ксьонжкевич | «Дика»          |
| Матеуш Дамєцький     | «Золотий»       |
| Лукаш Сімлат         | Яцек Бауер      |
| Войцех Зєлінський    | «Кашуб»         |
| Шимон Бобровський    | «Мураха»        |
| Януш Чабіор          | Поланський      |
| Себастьян Станкевич  | «Була»          |
| Конрад Елерік        | «Оло»           |
| Пауліна Галонзька    | «Мімі»          |
| Цезарій Лукашевич    | «Кривий»        |
| Качпер Сасін         | «Мессі»         |
| Кшиштоф Вах          | «Рональдо»      |
| Аніта Соколовська    | меценат         |
| Сільвія Ющак         | Каміла          |
| Адам Здруйковський   | дилер           |
| Маріуш Дрежек        | президент клубу |

## Випуск фільму
18 жовтня 2021 року у Варшаві відбулася офіційна прем'єра фільму, а через чотири дні він вийшов у кінотеатрах. 15–17 жовтня відбулися допрем'єрні покази.
У період з 4 по 10 квітня фільм транслювався на Netflix загалом 23,9 мільйона годин. В результаті Лють посіла перше місце в списку найпопулярніших неангломовних назв у пропозиції потокової платформи. Фільм увійшов до списку найпопулярніших фільмів Netflix у сімдесяти чотирьох країнах. Він досяг вершини цього рейтингу, серед іншого, у Бельгії, Бразилії, Франції, Греції, Іспанії та Марокко.

## Адаптація
Паралельно з кінофільмом для Canal + був створений чотирисерійний серіал. Прем'єра серіалу відбулася 4 лютого 2022 року на каналі Canal+ online та 19 лютого і 20 лютого на Canal +.